# 文丹信号场
文丹信號場（：／ Mundan yeok */?）是嶺東線沿線的一座线路所，位於韓國庆尚北道奉化郡奉化邑。

## 历史
- 1950年2月1日：落成使用[1]。
- 2018年：北榮州三角線廢線。

## 邻近车站
韩国铁道公社
嶺東線
北荣州信号场 - 文丹信号场 - 奉化